# L’Anse (Michigan)
L'Anse – wieś w USA, w stanie Michigan, w hrabstwie Baraga. Jest siedzibą władz hrabstwa. Miejscowość leży nad zatoką Keweenaw (Keweenaw Bay), będącą częścią Jeziora Górnego.